# Surapong Tovichakchaikul

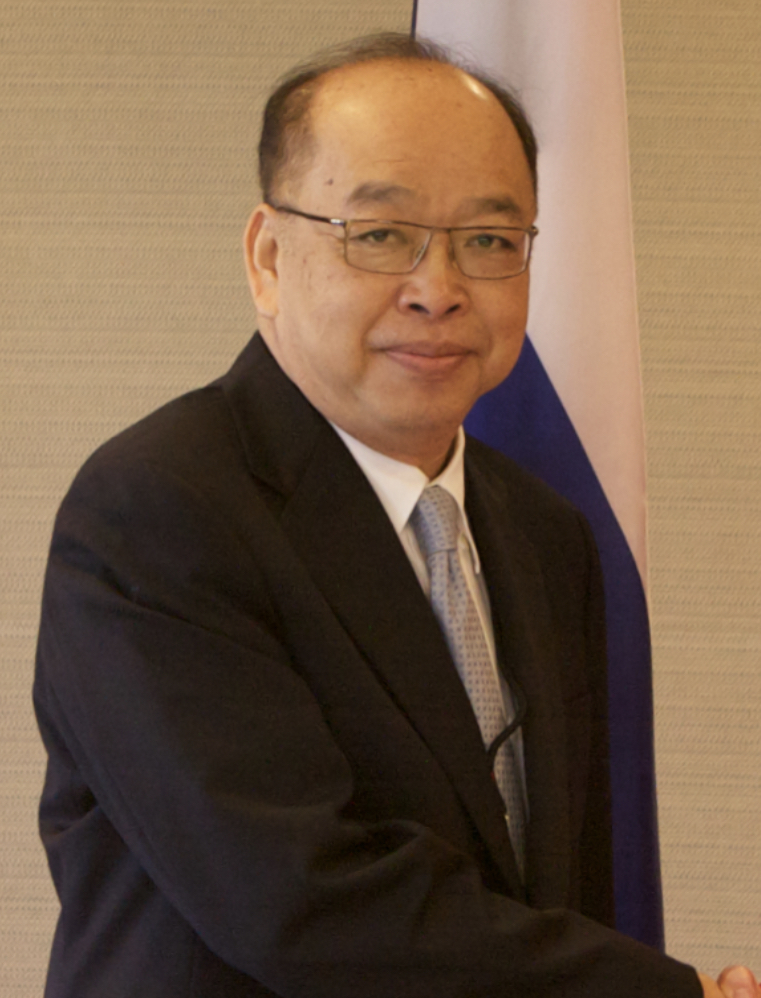
Surapong Tovichakchaikul (2011)

Surapong Tovichakchaikul (thailändisch สุรพงษ์ โตวิจักษณ์ชัยกุล; * 1. Mai 1953 in Chiang Mai; † 20. Mai 2020 in Siriraj, Bangkok) war ein thailändischer Politiker und von August 2011 bis Mai 2014 Außenminister von Thailand.

## Ausbildung
Nach einem Studium der Ingenieurwissenschaften an der Universität Khon Kaen ging Surapong in die USA, um an der Youngstown State University in Ohio und promovierte später an der University of Akron.
Surapong war mit der Familie der ehemaligen Premierminister Thaksin und Yingluck Shinawatra verschwägert: Seine Tante war mit dem Onkel von Thaksin und Yingluck verheiratet.

## Politische Arbeit
Surapong wurde 1996 in Chiang Mai für die Demokratische Partei in das Repräsentantenhaus gewählt. Im Jahr 2000 wurde er Vorsitzender des Finanzausschusses und hatte den schwierigen Übergang der thailändischen Finanzwirtschaft nach dem Crash von 1997 mitzugestalten. Bei den Wahlen 2001 und 2005 trat er erneut für die Demokraten an, wurde jedoch nicht wiedergewählt. In dieser Zeit trat er als Kritiker seines Schwippschwagers und damaligen Ministerpräsidenten Thaksin Shinawatra auf.
Nachdem dieser jedoch 2006 durch einen Militärputsch gestürzt und seine Thai-Rak-Thai-Partei (TRT) verboten wurde, näherte sich Surapong dem politischen Lager Thaksins an. Nach dem Ende der Militärherrschaft trat er bei der Parlamentswahl im Dezember 2007 in der Provinz Chiang Mai als Kandidat der Partei der Volksmacht (faktische Nachfolgepartei der TRT) an und kehrte ins Parlament zurück. Erneut stand er dem Finanzausschuss des Repräsentantenhauses vor. Da er keine leitende Parteifunktion innehatte, war er nicht vom Urteil des Verfassungsgerichts betroffen, das im Dezember 2008 die Partei der Volksmacht auflöste und ihre Führungskräfte mit einem Politikverbot belegte. Stattdessen schloss sich Surapong der Pheu-Thai-Partei (PTP), der nunmehr dritten Inkarnation des Pro-Thaksin-Lagers, an. Für die PTP trat er bei der Parlamentswahl 2011 auf Platz 20 der landesweiten Parteiliste an und wurde ins Repräsentantenhaus wiedergewählt.
Am 9. August 2011 wurde Surapong zum thailändischen Außenminister in der Regierung von Yingluck Shinawatra ernannt. Am 28. Oktober 2012 wurde er zusätzlich stellvertretender Ministerpräsident. Durch ein Urteil des Verfassungsgerichts wurde er am 7. Mai 2014 – gemeinsam mit der Ministerpräsidentin Yingluck und weiteren Mitgliedern ihres Kabinetts – seines Amtes enthoben.
Er starb am 20. Mai 2020 im Siriraj-Krankenhaus in Bangkok.